# ФК „Порто“
ФК Порто (пълно име на португалски: Futebol Clube do Porto, на португалски се изговаря по-близко до Футебол Клуби ду Порту) е португалски футболен отбор от град Порто. Основан е през 1893 г. от Антонио Николау де Алмейда в едноименния град и е част от „Голямата тройка“ на португалския футбол. Играе домакинските си срещи на стадион „Ещадио до Драгао“ с капацитет от 52 002 места.
Порто е един от най-успешните и разпознаваеми клубове в света. „Драконите“ са печелили 30 титли на Примейра Лига, 5 от които последователни (от сезон 1994–95 до сезон 1998–99), което е рекорд за португалския футбол. Други успехи включват Купа на Португалия (16 пъти), несъществуващия вече Шампионат на Португалия (рекордните 4 пъти, заедно със Спортинг) и Суперкупа на Португалия (рекордните 20 пъти). Порто е вторият отбор в историята на португалската лига, след Бенфика, който два сезона (по 30 кръга) не е бил победен. През сезон 2010–11 разликата между „синьо-белите" и втория в класирането е цели 21 точки, която е най-голямата в историята. През същия сезон Порто постига и квадрипъл (четири титли).
В международен план, Порто е печелил Европейската купа / Шампионска лига през 1987 година и 2004 година, Купата на УЕФА / Лига Европа през 2003 и 2011 година, Суперкупата на Европа през 1987 година и Междуконтиненталната титла през 1987 и 2004 година. „Драконите“ са единственият португалски тим, който е печелил най-големите клубни футболни трофеи и един от малкото отбори в света, постигнали трипъл от Шампионска лига, Суперкупата на Европа и Междуконтиненталната клубна купа в един сезон (1987 година). Порто завършва на второ място през сезон 1983–84 за КНК и през 2003, 2004 и 2011 г. за Суперкупата на Европа.
Жозе Моуриньо е известен треньор на тима, а българинът Емил Костадинов е играл в Порто от 1990 г. до 1994 г.

## История
Клубът е основан през 1893 година от търговецът на вино Антонио Николау де Алмейда., който открил чудноватата игра, наречена футбол, по време на морските си пътешествия до Великобритания. Той полага основите на отбора, но по настояване на съпругата си, която смята, че този спорт е прекалено груб, го изоставя. 12 години по-късно се намира благодетел, готов да даде нов живот на започнатия от Д'Алмейда проект. Неговото име е Жозе Монтейро да Коща.
През 1922-ра Порто печели първия в историята Шампионат на Португалия. През същата година футболистът Симплиосио, който по професия е художник, съчетава символът на отбора - драконът с оръжията на едноименния град, и така създава клубната емблема. Първият химн на „синьо-белите" също датира от този период.
Славата на „драконите" расте и в средата на 30-те години се взима решение да се построи собствен стадион, който обаче е готов едва през 1952-ра. На 7 май 1948 г. Порто постига важна и престижна победа за онова време, побеждавайки с 3:2 английския шампион Арсенал в приятелски мач.
Повратният момент за Порто настъпва през 1982 година с идването на нов президент на име Жорже Нуно Пинто да Коща. Две години по-късно иберийците играят финал за КНК, но губят от италианския гранд Ювентус с 1:2.
В средата на 80-те години „Драконите" са неизменен лидер в родния шампионат. През сезон 1986/87 тимът от пристанищния град постига грандиозен успех, като печели КЕШ след триумф над Байерн Мюнхен с 2:1. Порто също така надвива Аякс (1:0) за Суперкупата на Европа и уругвайският Пенярол (2:1) за Междуконтиненталната купа. От този момент започва утвърждаването на тима по терените на Стария континент.
Последното десетилетие на ХХ век е наситено с множество щастливи моменти за Порто, който в този период печели осем родни титли. Пет от тях (от 1995 г. до 1999 г.) са последователни, което е рекорд в иберийската страна. През 2002 година находчивият и самоуверен млад треньор Жозе Моуриньо застава начело на „драконите" и печели световна слава, след като неговия тим вдига Купата на УЕФА и трофея в Шампионската лига в рамките само на две кампании (2002/03 и 2003/04).
През 2008/09 „синьо-белите" печелят требъл в Португалия за трети път в своята история. Две години по-късно записват най-добрия си сезон, след като покоряват титлата на Португалия, Купата на страната и трофея от Лига Европа. На финала в Дъблин „драконите“ съсичат сънародниците си от Спортинг Брага с минималното 1:0, като това е първият решаващ сблъсък на европейски турнир, състоял се между два португалски отбора. Попадението е дело на неудържимия Фалкао. Колумбийският щурмовак е ненадминат голмайстор на турнира, като със своите 17 гола в 14 срещи подобрява рекорда на германската легенда Юрген Клинсман, реализирал 15 попадения в 12 мача през 1995/96, когато Байерн Мюнхен печели Купата на УЕФА.
33-годишният Андре Вилаш-Боаш става най-младият треньор, окичил се със златни медали от втория по-значимост турнир на Стария континент.

## Стадион
Първият домакински терен на клуба е Кампо да Раиня, който е открит с приятелски мач срещу Боавища през 1906 година. Стадионът разполага с 600 места, включително и с ВИП трибуна, бар, фитнес и съблекалните разполагат с душове. Първият международен мач на този стадион се провежда през 1907 година, като съперник на Порто е испанския клуб Реал Фортуна.
През 1911 година, Кампо да Раиня става твърде малък за нарастващата посещаемост на мачовете на клуба. В същото време, в клуба се получава уведомление, че земята на която е построено игрището ще бъде продадена и там ще бъде построена фабрика. Това кара ръководството да потърси нов терен под наем и го открива до улица Конституисао за 350 долара годишно. Новият стадион е наречен Кампо да Конституисао и е открит през 1913 година. В крайна сметка и този стадион с увеличен капацитет се оказва недостатъчен, особено при мачовете с по-популярните противници. Ето защо, в периода между 1920 и 1940 година, от Порто наемат стадионите на Спорт Прогресо и Академико, съответно Кампо до Амеал и Естадио до Лима.
Именно на последния стадион, клубът постига най-голямата си и важна победа за онова време – 3:2 срещу английския Арсенал в приятелски мач на 7 май 1948 година.
През 1933 година, Порто одобрява план за изграждането на нов стадион, който да отговаря на посещаемостта. През 1947 година са закупени 48000 квадратни метра земя в източната част на града, а архитектите Олдемиро Карнейро и Айрес де Са се заемат с конструирането на Естадио до Футбол Клуб до Порто или по-известен като Естадио дас Антас. Изграждането започва през 1950 година и две години по-късно, на 28 май 1952 година, стадионът е открит с блестяща церемония, включваща реч на президента на Португалия Франсиско Лопес и мач срещу Бенфика.
Първоначално стадионът е отворен от източната му страна, като това място е известно като Маратонската врата, но през 1976 година е затворен с двуетажна трибуна, която увеличава капацитета му до 70000 места. През 1986 година игралното поле е свалено под нивото си до този момент и това позволява изграждане на още трибуни, които осигуряват още 25000 места. През 1997 година обаче, въз основа на регулациите за сигурност, всички пейки са сменени със седалки, което намалява капацитета на стадиона до 55000.
Когато УЕФА дава правото на Португалия да организира Евро 2004 през 1999 година, от ръководството на Порто виждат добра възможност да се преместят в по-модерен, функционален и комфортен стадион, който да позволи на него да се играят мачове от най-високо ниво, те веднага се възползват от този шанс. Решено е не да се правят ремонти на Естадио дас Антас, а да се построи нов дом на Драконите. Проектът е възложен на архитекта Мануел Салгадо, а стойността на построения за 2 години Ещадио до Драгао е 98 милиона евро. Откриването е на 16 ноември 2003 година с приятелския мач между Порто и Барселона, спечелен от домакините с 2:0, като тогава е поставен и рекордът за посещаемост – 52000 зрители, които виждат дебюта в професионалния футбол на Лионел Меси. През юни 2004 година, съоръжението става домакин на откриващата церемония на Европейското първенство и мача на Португалия срещу Гърция, а също така е домакин и на още четири срещи.
Най-високата посещаемост в официален мач бе регистрирана на 21 април 2004 година (50818 зрители), когато Порто направи нулево равенство срещу Депортиво Ла Коруня в първия мач от директните елиминации на Шампионската лига. Заради мерките за безопасност, в международните мачове към настоящия момент, капацитетът е ограничен до 50431.

## Съперници
Най-оспорваните двубои на „Драконите“ са със съперниците от „Голямата тройка“ и постоянни претенденти за трофеите в Португалия, а именно Бенфика и Спортинг. Тези сблъсъци произтичат от историческите, политическите и културни пречкания между Порто и Лисабон. Съперничеството се засилва още повече през последните години, като Порто доминира на домашната сцена, за разлика от периода от 1940 до 1982 година, когато Бенфика и Спортинг са водещите клубове.
Най-ожесточено е съперничеството с Бенфика, като това са най-титулуваните отбори на двата „враждуващи“ града Порто и Лисабон. Дербито е известно, като „О Класико“. Първия мач между двата клуба се състои на 28 април 1912 година. Първата победа за Порто идва през 1920 година и е с 3:2. Двата тима са изиграли над 230 мача помежду си, като предимството в преките двубои е на страната на Порто.
Първата среща на „Драконите“ със Спортинг е на 30 ноември 1919 година, по време на приятелски турнир. Що се отнася до официални двубои, първият е по време на новоучредения Шампионат на Португалия през 1922 година, където Порто печели с 2:1 по пътя към първата си титла. Оттогава двата клуба са изиграни 230 мача помежду си, като Порто има 83 победи, Спортинг 82, а 65 срещи са завършвали наравно.

## Рекорди и статистика
Бившият защитник Жоао Пинту държи рекорда за най-много изиграни срещи за клуба (587), като само в Примейра Лига има 407 мача. Бившият вратар Витор Баия има най-много участия в международен план – 99, като също така той е и най-титулуваният играч, печелейки 25 трофея с „Драконите“. Най-добрият реализатор на тима е нападателят Фернанду Гомеш, който е отбелязал 352 гола във всички състезания, а също така е и голмайстор на Примейра Лига за всички времена с 288 точни попадения. Рекордьор за Порто в европейските клубни турнири е Радамел Фалкао с 22 реализирани гола.
Жозе Мария Педрото е най-дълго водилият клуба треньор, като той остава на поста си за 9 сезона, през които е ръководил 327 мача. Жезуалдо Ферейра е първият португалски треньор, който успява да изведе тима си до три поредни шампионски титли на страната (от 2006 до 2009 година). Най-младият треньор, който извежда Порто до триумф в европейски клубен турнир е Андре Вилаш-Боаш, през сезон 2010–11. През същия този сезон, Порто изиграва най-много мачове в историята си, 58, като печели 49 от тях, което е най-високият коефициент на спечелени спрямо изиграни мачове – 84,4%. Най-дългата серия от победи за Порто е 16, отново през този сезон, а що се отнася до Европа, „Драконите“ печелят 14 от общо 17 изиграни срещи, по пътя към титлата на Лига Европа. Тогава футболистите в бяло-син спортен екип отбелязват рекордните 44 гола.

## Успехи

### Национални
- Лига Сагреш/Примейра лига
  -  Шампион (30): 1934/35, 1938/39, 1939/40, 1955/56, 1958/59, 1977/78, 1978/79, 1984/85, 1985/86, 1987/88, 1989/90, 1991/92, 1992/93, 1994/95,
 1995/96, 1996/97, 1997/98, 1998/99, 2002/03, 2003/04, 2005/06, 2006/07, 2007/08, 2008/09, 2010/11, 2011/12, 2012/13, 2017/18, 2019/20, 2021/22
  -  Второ място (29): 1935/36, 1937/38, 1940/41, 1950/51, 1953/54, 1956/57, 1957/58, 1961/62, 1962/63, 1963/64, 1964/65, 1968/69, 1974/75, 1979/80,
 1980/81, 1982/83, 1983/84, 1986/87, 1988/89, 1990/91, 1993/94, 1999/00, 2000/01, 2004/05, 2014/15, 2016/17, 2018/19, 2020/21, 2022/23
  -  Трето място (14): 1946/47, 1951/52, 1960/61, 1965/66. 1966/67, 1967/68, 1970/71, 1976/77, 1981/82, 2001/02, 2009/10, 2013/14, 2015/16, 2023/24
- Купа на Португалия:
  -  Носител (20): 1955/56, 1957/58, 1967/68, 1976/77, 1983/84, 1987/88, 1990/91, 1993/94, 1997/98, 1999/00, 2000/01, 2002/03, 2005/06, 2008/09,
 2009/10, 2010/11, 2019/20, 2021/22, 2022/23, 2023/24
  -  Финалист (14): 1952/53, 1958/59, 1960/61, 1963/64, 1977/78, 1979/80, 1980/81, 1982/83, 1984/85, 1991/92, 2003/04, 2007/08, 2015/16, 2018/19
- Купа на Португалската лига:
  -  Носител (1): 2023
  -  Финалист (3): 2010, 2013, 2019
- Суперкупа на Португалия:
  -  Носител (23): 1981, 1983, 1984, 1986, 1990, 1991, 1993, 1994, 1996, 1998, 1999, 2001, 2003, 2004, 2006, 2009, 2010, 2011, 2012, 2013, 2018, 2020, 2024
  -  Финалист (10): 1979, 1985, 1988, 1992, 1995, 1997, 2000, 2007, 2008, 2023
- Държавно първенство в Португалия (1921-1938):
  -  Шампион (4): 1922, 1925, 1932, 1937
  -  Второ място (2): 1924, 1931
- Лига де Онра:
  -  Шампион (1): 2015/16 В

### Европейски
- Шампионска лига / Купа на европейските шампиони
  -  Носител (2): 1986/87, 2003/04
- Купа на УЕФА/ Лига Европа:
  -  Носител (2): 2002/03, 2010/11
- Суперкупа на Европа:
  -  Носител (1): 1986/87
  -  Финалист (3): 2003, 2004, 2011
- Купа на носителите на купи (КНК):
  -  Финалист (1): 1983/84

### Международни
- Междуконтинентална купа:
  -  Носител (2): 1986/87, 2003/04

### Регионални
- Купа „Жозе Монтейро да Коща“
  -  Носител (5): 1911, 1912, 1914, 1915, 1916
- Първенство на Порто
  -  Шампион (30): 1914 – 15, 1915 – 16, 1916 – 17, 1918 – 19, 1919 – 20, 1920 – 21, 1921 – 22, 1922 – 23, 1923 – 24, 1924 – 25, 1925 – 26, 1926 – 27, 1927 – 28, 1928 – 29,
 1929 – 30, 1930 – 31, 1931 – 32, 1932 – 33, 1933 – 34, 1934 – 35, 1935 – 36, 1936 – 37, 1937 – 38, 1938 – 39, 1940 – 41, 1942 – 43, 1943 – 44, 1944 – 45, 1945 – 46, 1946 – 47
- Купа на Порто:
  -  Носител (14): 1915/16, 1916/17, 1947/48, 1956/57, 1957/58, 1959/60, 1960/61, 1961/62, 1962/63, 1963/64, 1964/65, 1965/66, 1980/81, 1983/84

### Дубъл & Требъл
- Дубъл (7): 1955–56, 1987–88, 1997–98, 2002–03, 2005–06, 2008–09, 2010–11
- Требъл (2): 2002–03, 2010–11

## Участия в ЕКТ
Последна актуализация: 1 юни 2019
| Състезание                 | Участия | Играни | Победи | Равенства | Загуби | ВГ  | ДГ  | ГР   |
| -------------------------- | ------- | ------ | ------ | --------- | ------ | --- | --- | ---- |
| Шампионска лига/КЕШ        | 33      | 241    | 109    | 57        | 75     | 360 | 267 | +93  |
| Купа на носителите на купи | 8       | 41     | 21     | 7         | 13     | 58  | 44  | +14  |
| Лига Европа/Купа на УЕФА   | 14      | 84     | 45     | 14        | 25     | 150 | 94  | +56  |
| Купа на панаирните градове | 6       | 16     | 6      | 4         | 6      | 15  | 19  | -4   |
| Суперкупа на УЕФА          | 4       | 5      | 2      | 0         | 3      | 3   | 5   | -2   |
| Междуконтинентална купа    | 2       | 2      | 1      | 1         | 0      | 2   | 1   | +1   |
| ОБЩО                       | 67      | 389    | 184    | 83        | 122    | 588 | 430 | +158 |

ВГ = Вкарани голове, ДГ = Допуснати голове, ГР = Голова разлика

## Известни треньори
- Боби Робсън
- Артур Жорже
- Жозе Моуриньо
- Андре Вилаш-Боаш
- Фернандо Сантош

## Известни играчи
- Жозе Босингва
- Раул Мейрелеш
- Рикардо Куарежма
- Паоло Футре
- Деко
- Рикардо Карвальо
- Витор Баия
- Фернандо Коуто
- Жорже Коща
- Кощиня
- Жоао Пинто
- Фернанду Гомеш
- Лисандро Лопес
- Марио Жардел (1996 – 2000)
- Хълк (2008 – 2012)
- Емил Костадинов 1990/94 - (114 мача - 43 гола)
- Дмитрий Аленичев (2000 – 2004)
- Радамел Фалкао (2009 – 2011)
- Николас Отаменди
- Джаксън Мартинес